# Cornelias kärlek
Cornelias kärlek (originaltitel: Poziția copilului) är en rumänsk dramafilm från 2013 i regi av Călin Peter Netzer. Den handlar om en välbeställd mor som försöker hjälpa sin son att komma undan påföljd efter att han har kört ihjäl ett barn. Det var regissörens tredje långfilm. Filmen tilldelades Guldbjörnen vid Filmfestivalen i Berlin 2013. Den hade 117 809 besökare i Rumänien, vilket gjorde den till den mest sedda inhemska filmen på över ett årtionde.

## Medverkande
- Luminița Gheorghiu som Cornelia Keneres
- Bogdan Dumitrache som Barbu
- Nataşa Raab som Olga Cerchez
- Florin Zamfirescu som Aurelian Făgărășanu
- Ilinca Goia som Carmen
- Vlad Ivanov som Dinu Laurențiu